# OMX Iceland 10
OMX Iceland 10 er et aktieindeks bestående af de ti Islandske virksomheder, der er børsnoterede på NASDAQ OMX og som har den højeste markedsværdi. 
Det har været udregnet dagligt siden 31. december 2008. Indekset er prisvægtet og der kan ske udskiftninger af virksomheder i indekset to gange årligt.

## Aktier
Indekset bestod pr januar 2021 af:
- Arion Banki,  ARION
- Eik fasteignafélag,  EIK
- Festi,  FESTI
- Hagar,  HAGA
- Icelandair Group,  ICEAIR
- Kvika banki,  KVIKA
- Marel,  MAREL
- Reitir fasteignafélag (is),  REITIR
- Síminn,  SIMINN
- Vátryggingafélag Íslands (is),  VIS